# Belize világörökségi helyszínei
Belize területéről eddig egy helyszín került fel a világörökségi listára.
| | Belize Korallzátony Természetvédelmi Terület |
| Felvétel: 1996 |                                              |
| Kulturális (VII)(IX)(X) |                                              |
| Hivatkozás: 764, védett terület: 96 300 ha |                                              |
| Belize tengerpartjánál található az északi félteke legnagyobb korallzátonya. Méreteit csak az Ausztrália partjainál elterülő zátony múlja felül. A bonyolult, hét részből álló ökoszisztéma part menti atollokat, több száz homokzátonyt, mangroveerdőket, homokos partszakaszokat, tölcsértorkolatokat és tengerparti lagúnákat foglal magába. Az elszórt szigeteken és a parton mintegy százhetven növényfaj él. A zátonyok és a mangroveerdők között elterülő szigetek mérete az apró, rövid életű homokpadoktól az emberi településre alkalmas szigetekig terjed. A zátony hét különálló részén megfigyelhető a zátonyok keletkezésének folyamata. A világörökségi helyszínhez egy körülbelül ezer négyzetkilométer összterületű nemzeti park tartozik. A zátonyok 65 különböző korallváltozatból épülnek fel és számos, köztük olyan veszélyeztetett fajnak adnak otthont mint a tengeri teknős, a manátusz, és az amerikai krokodil. A területen eddig 178 szárazföldi, 247 tengeri növényfajt, valamint 500 halfélét és 350 puhatestű fajt írtak le. |                                              |